# Episodi di Dimension 404
La prima stagione della serie televisiva Dimension 404, composta da 6 episodi, è stata pubblicata su Hulu dal 4 al 25 aprile 2017.
In Italia la stagione è stata interamente pubblicata il 7 giugno 2018 sul servizio on demand Vodafone TV.
| n° | Titolo originale | Titolo italiano | Pubblicazione USA | Pubblicazione Italia |
| -- | ---------------- | --------------- | ----------------- | -------------------- |
| 1  | Matchmaker       |                 | 4 aprile 2017     | 7 giugno 2018        |
| 2  | Cinethrax        |                 | 4 aprile 2017     | 7 giugno 2018        |
| 3  | Chronos          |                 | 4 aprile 2017     | 7 giugno 2018        |
| 4  | Polybius         |                 | 11 aprile 2017    | 7 giugno 2018        |
| 5  | Bob              |                 | 18 aprile 2017    | 7 giugno 2018        |
| 6  | Impulse          |                 | 25 aprile 2017    | 7 giugno 2018        |